# Сікан

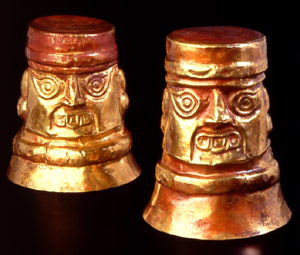
Вироби із скла і металу культури Сікан. Музей Ларко, Ліма, Перу

Культура Сікан — археологічна культура, що існувала в доінкові часи на північному узбережжі Перу в період 800—1300 років н. е. Культура відома своєю майстерністю в металургії, зокрема виробами з золота, срібла та арсенової бронзи, які виготовляли там у найбільших у доіспанській Америці кількостях.

## Історія. Політика
Ґрунтуючись на спільних елементах виробів, Сікан ймовірно були нащадками культури Моче. Іншими спорідненими культурами були Кахамарка, Уарі і Пачакамак. Вона сформувалася на основі змішання пізньомочикського субстрату з елементами гірської культури Кахамарка. Таке змішання сталося, ймовірно, під тиском на носіїв Кахамарки з півдня, з боку імперії Уарі.

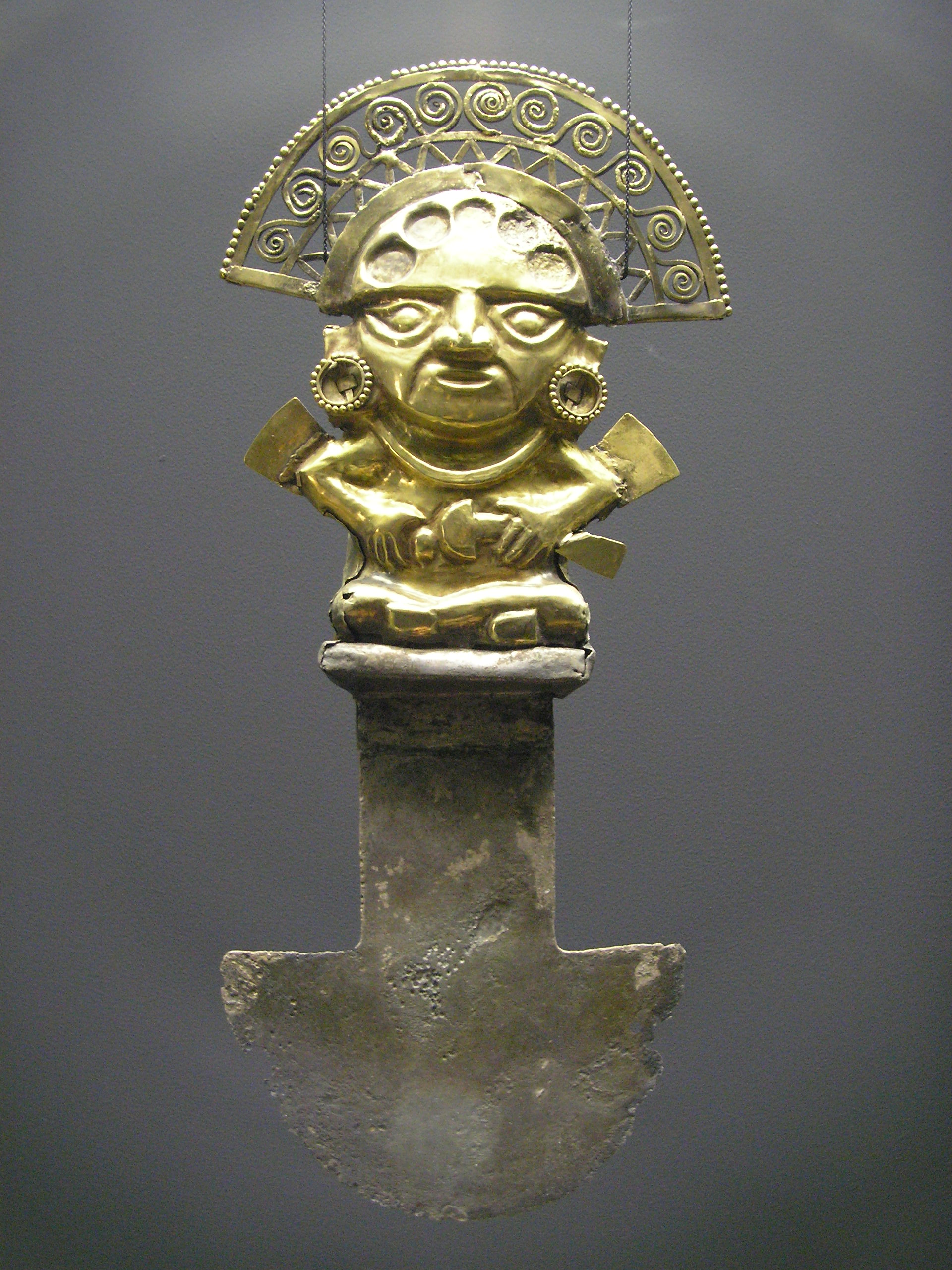
Тумі із зображенням Найлампа

Центральна підгрупа культури Сікан має назву культури Ламбаєке, представники якої близько 800 року в долині Лече збудували місто Пома або Батан-Ґранде. До 900 року місто стало великим регіональним політичним, економічним та релігійним центром та залишалося ним до 1100 року. Суспільство було поділено на нижчий і вищий класи, а володарі держави вважалися напівбогами.

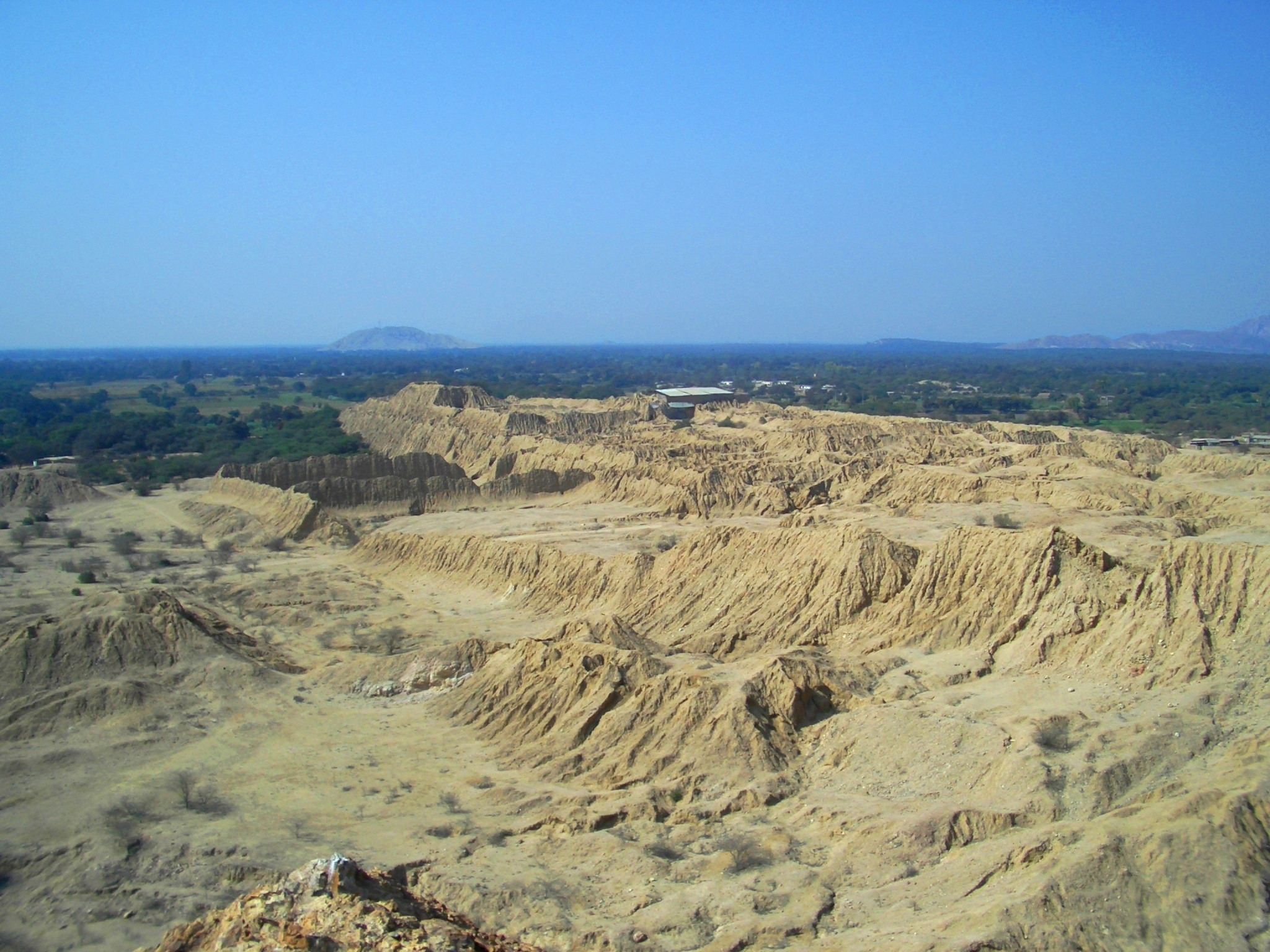
Руїни Тукуме

Близько 1100 року місто було спалено і покинуто, а новий центр культури заснували в Тукуме (який завоювали Чиму близько 1350 року), того з часу в районі відбулася велика 30-річна посуха.

## Економіка
Населення місто включало багато майстрів, дуже вмілих в роботі з металами. Сікан був найбільшим металургійним центром на півночі Центральних Анд. Тут було налагоджено масове виробництво металевих виробів, технологія виготовлення яких сходить до мочикської традиції.
Поховання правителів Батан-Ґранде часто містять золоті й срібні чаші, смарагди, перли, золоті посмертні маски та багато виробів з напівдорогоцінного каміння, черепашок та пір'я. Робилися мідні похоронні маски, ритуальні ножі-«туми», кубки та інші предмети розкоші з міді, золота і їх сплаву — тумбагі. З металу робилися також мотики, ножі та інші побутові предмети.
Багато виробів міста також були зроблені з глини, деревини та черепашок, зображення включають морських птахів, риб та сцени пірнання за черепашками. Ці черепашки збиралися північніше міста, в Еквадорі. Коли іспанці прибули до цих міст, вони описали церемонію вистилання червоного килима з перемолотих черепашок, по якому проходив правитель.
Текстиль з долини Ламбаєке демонструє значний вплив елементів культур Моче та уарі на місцеві мотиви. Місцевими елементами можна вважати характерно промальовані очі, місяцеподібні головні убори, морські мотиви та вузькі гобелени. Представники культури використовували також церемоніальні ножі тумі, саме тут вони були вперше знайдені. В архітектурі Сікан відомі створенням монументальних зрізаних пірамід, що будувалися з саману.
Сікан був також великим торговим центром, чиї зв'язки простяглися від центрального Еквадору до південного Перу. Залишки виробів Сікан, знайдені в інших регіонах, та іноземні товари на території Сікан вказують на торговий обмін з мешканцями території сучасного Еквадору (черепашки морських молюсків та равликів) і Колумбії (смарагди та бурштин) на півночі, Чилі на півдні (блакитний камінь) та використовували золото, добуте в басейні річки Мараньйон на сході.

## Мова
Мовою держави та кільтури Сікан був мочика.

## Культура
Золото в культурі Сікан символізувало той період, коли в культурі ще не оформилися уявлення про час і смерті. Воно вважалося символічним мостом, який веде в інший світ, у світ богів. Вироби з інших матеріалів також були покликані забезпечувати зв'язок з богами. Золото символізувало сонце, срібло — місяць, а мідь — землю. Червоний колір кіноварі відповідав кольору крові. Багато елементів культури Сікан були запозичені інками.

## Релігія
У центрі місцевого пантеону стояв «Володар Сікану» — антропоморфний бог в напівмісяцями головному уборі, іноді зі звірячими іклами в роті. Стилістично продовжуючи мочикську традицію, сюжетно «Володар» пов'язаний з центральним божеством уарійської міфології, оскільки зображується фронтально, часто з двома жезлами в руках. Нерідко він зустрічається в оточенні тварин. Сакральним центром Сікану був Батан-Гранде, де виявлено скупчення пірамід з численними допоміжними будівлями. Вони були складені з серцевих цегли, часто відзначених спеціальними клеймами.